# Medaillenspiegel der Olympischen Sommerspiele 1936
Diese Tabelle zeigt den Medaillenspiegel der Olympischen Sommerspiele 1936 in Berlin. Die Platzierungen sind nach der Anzahl der gewonnenen Goldmedaillen sortiert, gefolgt von der Anzahl der Silber- und Bronzemedaillen. Weisen zwei oder mehr Länder eine identische Medaillenbilanz auf, werden sie alphabetisch geordnet auf dem gleichen Rang geführt. Dies entspricht dem System, das vom Internationalen Olympischen Komitee (IOC) verwendet wird.
32 der 49 teilnehmenden Nationen gewannen in einem der 129 ausgetragenen Wettbewerbe mindestens eine Medaille. Von diesen gewannen 21 mindestens eine Goldmedaille.

## Medaillenspiegel
| Platz | Mannschaft               | Gold | Silber | Bronze | Gesamt |
| ----- | ------------------------ | ---- | ------ | ------ | ------ |
| 01    | Deutsches Reich (GER)    | 33   | 26     | 30     | 89     |
| 02    | Vereinigte Staaten (USA) | 24   | 20     | 12     | 56     |
| 03    | Ungarn (HUN)             | 10   | 1      | 5      | 16     |
| 04    | Italien (ITA)            | 8    | 9      | 5      | 22     |
| 05    | Finnland (FIN)           | 7    | 6      | 6      | 19     |
| 0     | Frankreich (FRA)         | 7    | 6      | 6      | 19     |
| 07    | Schweden (SWE)           | 6    | 5      | 9      | 20     |
| 08    | Japan (JPN)              | 6    | 4      | 8      | 18     |
| 09    | Niederlande (NED)        | 6    | 4      | 7      | 17     |
| 10    | Großbritannien (GBR)     | 4    | 7      | 3      | 14     |
| 11    | Österreich (AUT)         | 4    | 6      | 3      | 13     |
| 12    | Tschechoslowakei (TCH)   | 3    | 5      | —      | 8      |
| 13    | Argentinien (ARG)        | 2    | 2      | 3      | 7      |
| 0     | Estland (EST)            | 2    | 2      | 3      | 7      |
| 15    | Ägypten (EGY)            | 2    | 1      | 2      | 5      |
| 16    | Schweiz (SUI)            | 1    | 9      | 5      | 15     |
| 17    | Kanada (CAN)             | 1    | 3      | 5      | 9      |
| 18    | Norwegen (NOR)           | 1    | 3      | 2      | 6      |
| 19    | Türkei (TUR)             | 1    | —      | 1      | 2      |
| 20    | Britisch-Indien (IND)    | 1    | —      | —      | 1      |
| 0     | Neuseeland (NZL)         | 1    | —      | —      | 1      |
| 22    | Polen (POL)              | —    | 3      | 3      | 6      |
| 23    | Dänemark (DEN)           | —    | 2      | 3      | 5      |
| 24    | Lettland (LAT)           | —    | 1      | 1      | 2      |
| 25    | Südafrika (RSA)          | —    | 1      | —      | 1      |
| 0     | Jugoslawien (YUG)        | —    | 1      | —      | 1      |
| 0     | Rumänien (ROU)           | —    | 1      | —      | 1      |
| 28    | Mexiko (MEX)             | —    | —      | 3      | 3      |
| 29    | Belgien (BEL)            | —    | —      | 2      | 2      |
| 30    | Australien (AUS)         | —    | —      | 1      | 1      |
| 0     | Philippinen (PHI)        | —    | —      | 1      | 1      |
| 0     | Portugal (POR)           | —    | —      | 1      | 1      |
|       | Gesamt                   | 130  | 128    | 130    | 388    |

## Medaillenspiegel der Kunstwettbewerbe
| Platz | Mannschaft               | Gold | Silber | Bronze | Gesamt |
| ----- | ------------------------ | ---- | ------ | ------ | ------ |
| 01    | Deutsches Reich (GER)    | 5    | 5      | 2      | 12     |
| 02    | Königreich Italien (ITA) | 1    | 4      | —      | 5      |
| 03    | Österreich (AUT)         | 1    | 1      | 2      | 4      |
| 04    | Finnland (FIN)           | 1    | —      | —      | 1      |
| 0     | Schweiz (SUI)            | 1    | —      | —      | 1      |
| 06    | Polen (POL)              | —    | 1      | 2      | 3      |
| 07    | Vereinigte Staaten (USA) | —    | 1      | —      | 1      |
| 08    | Japan (JPN)              | —    | —      | 2      | 2      |
| 09    | Belgien (BEL)            | —    | —      | 1      | 1      |
| 0     | Schweden (SWE)           | —    | —      | 1      | 1      |
| 0     | Tschechoslowakei (TCH)   | —    | —      | 1      | 1      |
|       | Gesamt                   | 9    | 12     | 11     | 32     |